# RDNA
RDNA (Radeon DNA) è una microarchitettura di GPU creata da AMD che prende il posto di GCN (Graphics Core Next). Il nome indica una ripartenza di AMD in questo campo ed una continua evoluzione.
La prima linea di prodotti con RDNA 1 è stata la serie di schede video RX 5000 che ha debuttato sul mercato il 7 luglio 2019 con la RX 5700 e RX 5700 XT. Con le console Playstation 5 e Xbox serie X e S e con le schede video RX 6000 ha debuttato RDNA 2.

## RDNA 1

### Architettura
RDNA 1 punta al settore del gaming e, quindi, delle prestazioni, dell'efficienza e del risparmio energetico, ove possibile.

#### Modifiche tecniche
Nell'architettura GCN il compilatore di shader crea wavefront con 64 elementi di lavoro, mentre l'architettura RDNA crea un fronte d'onda con 32 elementi di lavoro (Wave32) nativo, ma può usare ancora il Wave64 in certe situazioni, come nella grafica; questa novità ha dei vantaggi tecnici notevoli: l'efficienza nei carichi di lavoro complessi viene migliorata, così come il parallelismo e il lavoro multi-core della GPU. Inoltre, la doppia unità di calcolo (Compute Units) diventa la base e il blocco fondamentale di calcolo della scheda. Un'altra importante novità è la cache: la L0 viene aumentata, la L1 viene condivisa tra unità di calcolo doppie e la L2 è associata a un controller di memoria ed è condivisa globalmente.
RDNA è la prima famiglia di GPU ad usare la PCIe 4.0 e opera a 16 GT/s ovvero il doppio della 3.0. Inoltre, essa usa le memorie GDDR6, supporta il Display Stream Processor 1.2a che consente l'output del 4K a 240 Hz, del 4K HDR a 120 Hz e dell’8K HDR a 60 Hz.

#### Miglioramenti
Questi miglioramenti riducono i bottleneck e la latenza di esecuzione poiché la GPU viene usata di più, aumentano l'efficienza in rasterizzazione, portano benefici sia in single-thread che in multi-core e rendono più semplice e funzionale la gerarchia della cache.

### Annotazioni
1. ↑  Sebbene senza un supporto totale.

### Fonti
1. 1 2   tomshw.it,  https://www.tomshw.it/hardware/architettura-rdna-navi/.
2. ↑   multiplayer.it,  https://multiplayer.it/notizie/amd-radeon-rx-5700xt-ufficiale-prezzi-data-uscita-specifiche-tecniche.html.
3. ↑   multiplayer.it,  https://multiplayer.it/notizie/xbox-series-x-s-sfidano-ps5-sono-uniche-console-next-gen-pienamente-rdna-2.html.
4. 1 2   amd.com,  https://www.amd.com/system/files/documents/rdna-whitepaper.pdf.